# Bureau général de reconnaissance
Le Bureau général de reconnaissance (en coréen : 정찰총국, en anglais Reconnaissance General Bureau, abrégé en RGB) est un service de renseignement nord-coréen fondé à la fin des années 2000.

## Structure
D’après un rapport du Pentagone, le RGB serait constitué de six sous-bureaux, dédiés à différents domaines du renseignement, dont les opérations extérieures, de reconnaissance ou de cyberguerre. Parmi les unités connues figure notamment le bureau 121.
Ses membres proviennent d’anciennes unités du parti du travail de Corée et de l’armée populaire de Corée.
Le premier chef du RGB est, à partir de 2009, le général Kim Yong-chol.

## Opérations
Le bureau 121 est donné comme responsable par les autorités américaines du piratage de Sony en 2014.